# آبي إليوت
آبي إليوت (بالإنجليزية: Abby Elliott) مواليد 16 يونيو 1987 في نيويورك، نيويورك، الولايات المتحدة، هي ممثلة أمريكية بدأت مسيرتها الفنية عام 2006.

## حياتها ومسيرتها
ولدت إليوت في مدينة نيويورك، وهي أكبر طفلين، هي ابنة بولا نيدرت، منسقة المواهب، والممثل الكوميدي كريس إليوت، جدها هو الكوميدي الإذاعي بوب إليوت، شقيقتها الصغرى هي الممثلة بريدي إليوت، حضرت المدرسة الثانوية في مدرسة إماكولات هاي ششول في دانبري، كونيتيكت، حيث عملت في المسرحيات الموسيقية بعد تخرجها من المدرسة الثانوية في عام 2005، وحضرت كلية ماريمونت مانهاتن في مدينة نيويورك ولكن تسربوا خلال الفصل الدراسي الأول.
في عام 2006، ظهرت إليوت مع الأدوار الداعمة للطيارين كل من المسرحيات حيث نجمة المسرحية هو والدها، كريس إليوت. بينما في أوكبت، كانت في كثير من الأحيان مع فرقة عرض منتصف الليل. كما قامت  بأداء دور كوميدي مع شقيقتها الصغرى بريدي، قبل أن تنضم إليوت من سنل، قامت إليوت أيضا بأدوار ضيف على "غينغ اوف ذا هيل" و"مينوريتام"، كما أنها ظهرت مع جيمي فالون مثل "جيرسي فلور" و " ستوديو 6 - النحل 
]كما ظهرت في برامج تلفزيونية مثل «كسر الفتيات 2»، «كيف قابلت أمك»، «نهايات سعيدة»، و«داخل ايمي شومر». كما شاركت النجوم في سلسلة برافو أود مام أوت، التي عرضت لأول مرة في يونيو 2015

## وصلات خارجية
- آبي إليوت على موقع IMDb (الإنجليزية)
- آبي إليوت على موقع ميتاكريتيك (الإنجليزية)
- آبي إليوت على موقع روتن توميتوز (الإنجليزية)
- آبي إليوت على موقع ألو سيني (الفرنسية)
- آبي إليوت على موقع قاعدة بيانات الأفلام السويدية (السويدية)
- آبي إليوت على موقع ديسكوغز (الإنجليزية)
- آبي إليوت على موقع قاعدة بيانات الفيلم (الإنجليزية)
- آبي إليوت على موقع كينوبويسك (الروسية)